# Bruno Aderhold
Bruno Aderhold (* 24. Dezember 1915 in Magdeburg; † September 2005 in Leipzig) war ein deutscher Opernsänger (Bariton).

## Leben
Nach einem Studium bei Ludwig Runge und P. Neuhaus in Berlin hatte er ab 1945 zunächst ein Engagement in Bernburg ab 1946 dann in Dessau. 1951/58 arbeitete er an den Städtischen Bühnen Magdeburg. (Sein Vater Bruno Aderhold senior war Dirigent und lebte im Magdeburger Stadtteil Alte Neustadt an der Adresse Kühleweinstraße 1 und war auch als Musiklehrer tätig). Ab 1958 wirkte er dann als Italienischer Bariton an der Leipziger Oper.